# Moenchia erecta subsp. erecta
Moenchia erecta subsp. erecta é uma subespécie de planta com flor pertencente à família Caryophyllaceae. 
A autoridade científica da subespécie é (L.) G. Gaertn., B. Mey. & Schreb., tendo sido publicada em Oekon. Fl. Wetterau 1: 219 (1799).
O seu nome comum é moênquia-direita.

## Portugal
Trata-se de uma subespécie presente no território português, nomeadamente em Portugal Continental.
Em termos de naturalidade é nativa da região atrás indicada.

## Protecção
Não se encontra protegida por legislação portuguesa ou da Comunidade Europeia.